# Katedra w Dol-de-Bretagne
Katedra św. Samsona opata z Dol w Dol-de-Bretagne (fr. Cathédrale Saint-Samson de Dol) – kościół położony w Dol-de-Bretagne, najstarsza katedra w Bretanii.
Katedra w Dol-de-Bretagne powstała w IX w. z inicjatywy opata Samsona, jednak w 1203 r. została spalona przez siły Jana bez Ziemi. Obecna budowla zaczęła być wznoszona krótko później w stylu gotyku anglo-normandzkiego z naleciałościami stylu romańskiego. Odbudowę zaczęto od nawy, po czym kontynuowano prace w transepcie i zakończono ok. 1265 r. w rejonie chóru. W XIV w. podjęto prace nad budową wieży na skrzyżowaniu naw, południowym ganku, kapitularzu i kaplicy. Dwa górne piętra południowej wieży pochodzą z XV w., nieukończoną północą wieżę zaczęto wznosić w 1520 r. W XVI i XVII w. przebudowano zachodnią fasadę.